# 日本の地理学者の一覧
日本の地理学者の一覧（にほんのちりがくしゃのいちらん）は、現在に至るまでの日本における地理学者の一覧である（地理に見るべき影響を与えた人物も含む）。
| 目次 | 目次 | 目次 | 目次 | 目次 | 目次 | 目次 | 目次 | 目次 | 目次 | 目次 |
| ---- | ---- | ---- | ---- | ---- | ---- | ---- | ---- | ---- | ---- | ---- |
| わ   | ら   | や   | ま   | は   |      | な   | た   | さ   | か   | あ   |
|      | り   |      | み   | ひ   |      | に   | ち   | し   | き   | い   |
| を   | る   | ゆ   | む   | ふ   |      | ぬ   | つ   | す   | く   | う   |
|      | れ   |      | め   | へ   |      | ね   | て   | せ   | け   | え   |
| ん   | ろ   | よ   | も   | ほ   |      | の   | と   | そ   | こ   | お   |

## あ行

### あ
- 青生東谿
- 青木栄一
- 青木外志夫
- 青野寿郎
- 赤峰倫介
- 秋岡武次郎
- 浅井辰郎
- 浅井得一
- 浅香幸雄
- 足利健亮
- 阿部和俊
- 天妨幸彦
- 鮎沢信太郎
- 荒井良雄
- 有末武夫
- 安藤万寿男

### い
- 飯塚伊賀七
- 飯塚公藤
- 飯塚浩二
- 飯本信之
- 五百澤智也
- 生田真人
- 井口梓
- 石井逸太郎—
- 池田碩
- 石川義孝 (地理学者)
- 石田寛 (地理学者)
- 石田龍次郎
- 石橋五郎
- 石原巌
- 石原潤
- 石丸哲史
- 石光亨
- 市川健夫
- 市川正己
- 市瀬由自
- 一ノ瀬俊明
- 伊藤安男
- 伊藤郷平
- 伊藤隆吉
- 稲垣稜
- 稲見悦治
- 井上修次
- 伊能忠敬
- 今里悟之
- 今村学郎
- 岩崎健吉
- 岩田孝三
- 岩田修二
- 岩本廣美

### う
- 梅老沢匡
- 上野登
- 上野福男
- 植村善博
- 碓井照子
- 内田寛一
- 内田銀蔵
- 内田秀雄
- 内村鑑三
- 浦達雄
- 浮田典良
- 海野一隆

### え
- 江沢譲爾
- 江口信清
- 江波戸昭

### お
- 応地利明
- 大内俊二
- 大内武次
- 大久保武彦
- 大崎晃
- 大島襄二
- 大城直樹
- 大関久五郎
- 太田陽子
- 大矢雅彦
- 小笠原義勝
- 岡田武松
- 岡橋秀典
- 岡山俊雄
- 小川琢治
- 小川徹
- 奥井復太郎
- 奥田節夫
- 奥平忠志
- 小口高
- 奥野隆史
- 尾崎逓四郎
- 小田内通敏
- 尾高豊作
- 織田武雄
- 小野忠熈
- 小野鉄二
- 小野有五
- 小原丈明
- 小原敬士
- 尾原信彦
- 遠城明雄

## か行

### か
- 貝塚爽平
- 加賀美雅弘
- 鏡山猛
- 香川幹一
- 香川貴志
- 籠瀬良明
- 帷子二郎
- 片平博文
- 加藤幸治 (経済地理学者)
- 加藤鉄之助
- 加藤政洋
- 金生喜造
- 金坂清則
- 金田昌司
- 鹿野忠雄
- 鎌倉夏来
- 神谷浩夫
- 亀田隆之
- 川上喜代四
- 川上健三
- 川喜田二郎
- 川口丈夫
- 川西正鑑
- 河島一仁
- 川島哲郎
- 河角龍典
- 河田羆
- 河原典史
- 菅野峰明

### き
- 木内信蔵
- 菊田太郎
- 菊地利夫
- 岸本実
- 喜田貞吉
- 喜多村俊夫
- 木下良
- 木本浩一
- 金田章裕

### く
- 久木元美琴
- 草野俊助
- 櫛引素夫
- 楠宏
- 国松久弥
- 久野久
- 熊原康博

### こ
- 小泉武栄
- 幸田清喜
- 河野通博
- 古賀慎二
- 古賀正己
- 黒正巌
- 小島烏水
- 小寺浩二
- 後藤拓也
- 後藤秀昭
- 小藤文次郎
- 小林浩二
- 小林茂
- 小堀巌
- 小堀貴亮
- 小牧実繁
- 小宮山綏介

## さ行

### さ
- 斎藤功
- 斎藤英夫
- 榊原千絵
- 阪口豊
- 櫻井明久
- 桜井静
- 佐々木清治
- 佐々木彦一郎
- 佐々倉航三
- 西條八束
- 佐滝剛弘
- 佐藤甚次郎
- 佐藤典人
- 佐藤弘
- 佐藤保太郎

### し
- 志賀重昂
- 柴三九男
- 柴田匡平
- 島之夫
- 島田周平
- 清水馨八郎
- 下田礼佐
- 下村彦一
- 白坂蕃
- 神保小虎

### す
- 水津一朗
- 末尾至行
- 酉水孜郎
- 菅原道太郎
- 杉田玄端
- 杉本尚次
- 鈴木晃志郎
- 鈴木重雄 (地理学者)
- 鈴木秀夫
- 鈴木康弘 (地理学者)

### せ
- 関口武
- 関戸明子
- 千田稔

## た行

### た
- 高木勇夫
- 高島北海
- 高野史男
- 高橋純一
- 高橋春成
- 高橋伸夫
- 高橋学
- 高村弘毅
- 田口洋美
- 田口稔
- 竹内敦彦
- 竹内啓一
- 竹内常行
- 武田一郎 (地理学者)
- 田代博
- 多田文男
- 立石友男
- 田中阿歌麿
- 田中薫
- 田中啓爾
- 田中館秀三
- 田辺健一
- 田辺裕
- 谷岡武雄
- 田林明
- 田村俊和

### ち
- 千葉徳爾
- 千葉昭彦

### つ
- 辻田右左男
- 辻村太郎
- 辻本芳郎
- 土平博

### て
- 寺阪昭信
- 寺田貞次
- 寺本潔
- 寺谷亮司

### と
- 土井喜久一
- 戸所隆
- 富田和暁
- 富田芳郎
- 朝永陽二郎
- 友澤和夫
- 戸谷洋
- 外山秀一

## な行

### な
- 内藤正典
- 中川浩一
- 長久保赤水高
- 中澤高志
- 中島峰広
- 中田高
- 中西僚太郎
- 中野尊正
- 長野覚
- 中目覚
- 中村和郎
- 中谷友樹
- 中山貞治

### に
- 西亀正夫
- 西川治
- 西田輿四郎
- 西村嘉助
- 西村睦男

### ぬ
- 沼尻墨僊

### の
- 能登志雄
- 野原敏雄
- 野間三郎
- 野間晴雄
- 野村正七

## は行

### は
- 橋詰直道
- 橋本雄一
- 長谷川典夫
- 花井重次
- 林紀代美
- 林上
- 原口剛

### ひ
- 樋畑雪湖
- 日野正輝
- 日比野丈夫
- 久武哲也
- 平井松午
- 平川一臣
- 平野昌繁
- 尾留川正平

### ふ
- 深見聡
- 深谷正秋
- 福井英一郎
- 福尾猛市郎
- 藤岡謙二郎
- 藤田佳久
- 藤田元春
- 藤田昌久
- 藤塚吉浩
- 藤巻正己 (地理学者)
- 富士衝治郎
- 伏見義夫
- 藤村定一
- 藤原咲平
- 古田悦造

### へ
- 別技篤彦
- 保柳睦美

### ほ
- 堀信行

## ま行

### ま
- 前島郁雄
- 牧口常三郎
- 牧野信之助
- 正井泰夫
- 増淵敏之
- 町田貞
- 町田洋
- 松井勇
- 松井武敏
- 松尾俊郎
- 松平君山
- 松原宏
- 間宮林蔵
- 丸茂武重

### み
- 三上正利
- 三木理史
- 三沢勝衛
- 水内俊雄
- 水岡不二雄
- 水野一晴
- 三井嘉都夫
- 箕作省吾
- 三野与吉
- 宮川善造
- 宮城豊彦
- 宮口侗廸
- 三好学

### む
- 村上節太郎
- 村上次男
- 村木定雄
- 村田貞蔵
- 村松繁樹
- 村山祐司
- 室賀信夫

### も
- 目代邦康
- 本岡拓哉
- 元木靖
- 森幸安
- 森鹿三
- 森川洋
- 森山昭雄

## や行

### や
- 矢ケ﨑典隆
- 薬師義美
- 矢沢大二
- 矢嶋仁吉
- 安田喜憲
- 矢津昌永
- 柳井雅也
- 矢野桂司
- 薮内芳彦
- 山鹿誠次
- 山川充夫
- 山口貞夫
- 山口貞雄
- 山口岳志
- 山口不二雄
- 山口平四郎
- 山口弥一郎
- 山口幸男
- 山崎憲治
- 山崎直方
- 山路之徽
- 山下清海
- 山野明男
- 山田和芳
- 山田周二
- 山田晴通
- 山村才助
- 山村順次
- 山本健兒
- 山本健太
- 山本熊太郎
- 山本荘毅
- 矢守一彦

### ゆ
- 由井義通

### よ
- 横山智
- 横山昭市
- 横山又次郎
- 吉川虎雄
- 吉越昭久
- 吉崎恵次
- 吉田国光
- 吉田敬市
- 吉田東伍
- 吉田栄夫
- 吉田道代
- 吉田義信
- 吉村信吾
- 米倉二郎
- 米倉伸之
- 米地文夫

## わ行

### わ
- 和田俊二
- 渡辺光
- 渡辺久雄
- 渡辺満久
- 綿貫勇彦
- 藁谷哲也